# Mount Ayr (Indiana)
Mount Ayr es un pueblo ubicado en el condado de Newton, en el estado estadounidense de Indiana. En el Censo de 2010 tenía una población de 122 habitantes y una densidad de 316,14 personas por km².

## Geografía
Mount Ayr se encuentra ubicado en las coordenadas 40°57′8″N 87°17′55″O / 40.95222, -87.29861. Según la Oficina del Censo de los Estados Unidos, Mount Ayr tiene una superficie total de 0.39 km², toda ella tierra firme.

## Demografía
Según el censo de 2010, había 122 personas residiendo en Mount Ayr. La densidad de población era de 316,14 hab./km². De los 122 habitantes, Mount Ayr estaba compuesto por el 97.54% blancos y el 2.46% pertenecían a dos o más razas. Del total de la población el 5.74% eran hispanos o latinos de cualquier raza.